# Disseny web responsiu
El disseny web responsiu (en anglès, responsive web design) és una tècnica especialitzada de creació i desenvolupament de llocs web que permet adaptar el format dels continguts del lloc a les característiques de qualsevol pantalla o dispositiu d'accés.
Es tracta d'un enfocament del disseny web destinat a permetre que les pàgines web puguin ser vistes responent a la pantalla o navegador web amb què s'està veient, indiferentment de les seves característiques. És important entendre que les tasques de disseny web responsiu inclouen oferir el mateix suport a una varietat de dispositius per a un sol lloc web. Segons el que s'ha esmentat per Nielsen Norman Group: contingut, disseny i rendiment són necessaris en tots els dispositius per garantir la facilitat d'ús i la satisfacció.
Essencialment, consistiria en la capacitat de poder utilitzar el mateix codi per a proporcionar una experiència a navegadors d'escriptori, tauletes i dispositius mòbils diferents. Això, comportaria una aproximació al disseny de pàgines web en el qual un lloc està construït per oferir una experiència de visió ideal, de fàcil lectura i navegació amb un mínim de canvi de mida, desplaçament lateral i desplaçament a través d'una àmplia gamma de dispositiusː d'escriptori, portàtils, Tablet PC, intel·ligent mòbils i altres aparells.

## Terminologia
La denominació disseny web responsiu és un calc de l'anglès responsive web design, terme creat pel dissenyador i desenvolupador Ethan Marcotte en el llibre del mateix títol.

## Diferència amb el "disseny web adaptatiu"
En un àmbit d'especialitat, es distingeix entre el disseny web responsiu (que permet adaptar els continguts a qualsevol dispositiu o pantalla per mitjà de determinades solucions tècniques que parteixen d'una mateixa versió del codi) i el disseny web adaptatiu (en què els continguts s'adapten a uns dispositius o pantalles establerts gràcies a la detecció de les seves característiques concretes i a la selecció de la versió del codi del web adequat). El disseny web responsiu és similar al disseny web adaptatiu, que també s'adapta a diferents mides de pantalla. La diferència es troba en què en el "disseny web adaptatiu" el contingut segueix una mida de disseny fix, mentre que en el "disseny web responsiu" el contingut es mou de forma dinàmica en el disseny de resposta. És a dir, el disseny web adaptatiu utilitza uns esquemes fixos i, a continuació, selecciona el millor disseny per a la grandària de la pantalla actual. En canvi, el disseny web responsiu utilitza un disseny únic, que canvia de mida segons la mida de la pantalla.